# Симон, Маттиас
Ма́ттиас Си́мон (нем. Matthias Simon) — немецкий кёрлингист и тренер по кёрлингу.
В качестве тренера мужской и женской сборных Германии участник соответственно мужского чемпионата мира 2021 и женского чемпионата мира 2019.

## Результаты как тренера национальных сборных
| Год  | Турнир                                                             | Сборная                   | Место |
| ---- | ------------------------------------------------------------------ | ------------------------- | ----- |
| 2019 | Чемпионат мира по кёрлингу среди женщин 2019                       | Германия (женщины)        | 9     |
| 2021 | Чемпионат мира по кёрлингу среди мужчин 2021                       | Германия (мужчины)        | 10    |
| 2021 | Кёрлинг на зимних Олимпийских играх 2022 (квалификационный турнир) | Германия (смешанная пара) | 7     |
| 2022 | Чемпионат мира по кёрлингу среди мужчин 2022                       | Германия (мужчины)        | 7     |